# Francisco José de Caldas

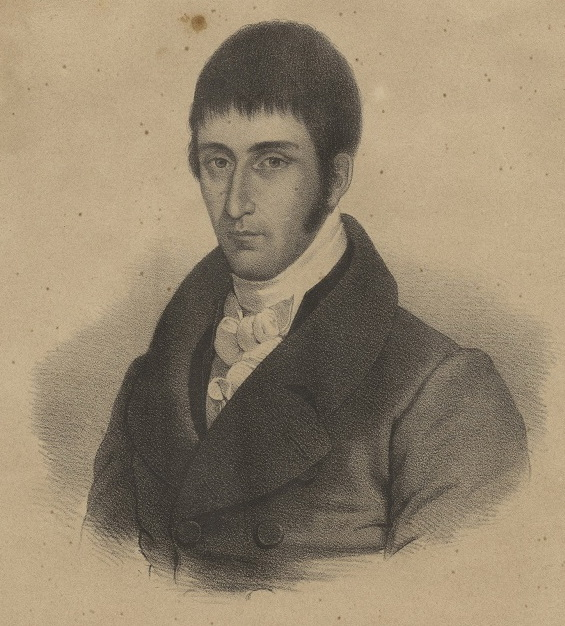
Francisco José de Caldas, 1836

Francisco José de Caldas (Popayán, 1768 — Bogotá, 1816) foi cientista (botânico) colombiano.

## Estudos
Estudou no "Real Colegio Seminario San Francisco de Asís de Popayán" e logo se transferiu para Santafe, onde se graduou em Direito pela "Universidad del Rosario" (Colegio Mayor de Nuestra Señora del Rosario). Seus interesses logo se voltaram aos negócios da família, bem como para a matemática e as Ciências naturais e aproveitou as viagens comerciais para praticar-se como geógrafo, topógrafo e cartógrafo, para o que adquiriu os implementos necessários.

## Cientista
A partir de 1798 fez observações astronômicas e desde 1800 se interessou pela Botânica. Em 1801 comunicou-se com o diretor da "Expedición Botánica", José Celestino Mutis. Em dezembro deste ano encontrou-se em Quito com Alexander von Humboldt e Aimé Bonpland.
Continuou as investigações dos suíços Horace Bénédict de Saussure e Jean André Deluc para correlacionar o ponto de ebulição da água com a altura a partir do nível do mar, e determinar a altitude em função da variação do ponto de ebulição da água e da pressão atmosférica. Sobre esta base fabricou o primeiro hipsómetro, instrumento desenhado para determinar a altitude assinalando o ponto de ebulição da água.
No final de 1805 se vinculou à Expedição Botânica e rumou para o norte do Equador. A Expedição logrou como resultado o inventário de mais de cinco mil espécies de vegetais, insectos, aves, estudos climáticos e geográficos nos quais participou o sábio Caldas, tendo sido quem determinou os pontos de temperatura e fez uma classificação dos climas, segundo a altitude. Em 1806 regressou a Santafé, com um herbário e equipamentos astronômicos, pondo em desenvolvimento e dirigindo o observatório celeste.
A primeira parte da literatura científica de Francisco José de Caldas foi publicada em "El Papel Periódico de la Ciudad de Santafé de Bogotá", dirigido por Manuel del Socorro Rodrigues, e no "Correo Curioso", uma publicação erudita, econômica e mercantil, sob os cuidados de Jorge Tadeo Lozano.

## Político e mártir

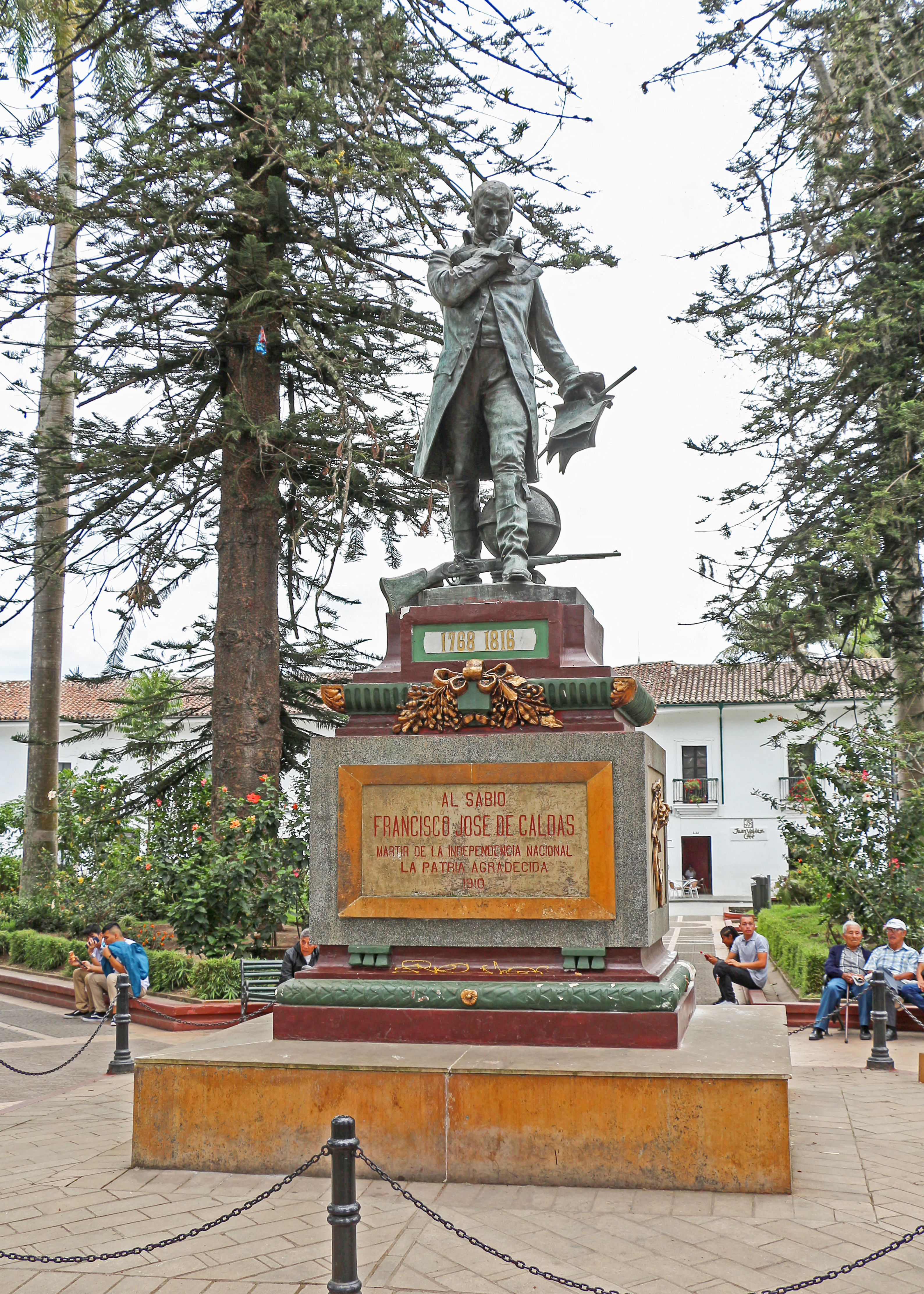
"ao Sábio Francisco José de Caldas, Mártir da independência nacional. A patria agradecida" Estátua de Francisco José de Caldas, em Popayán, Colômbia

Caldas envolveu-se decididamente nos acontecimentos de sua época. Como subdiretor do "Diario Político de Santafé", tomou parte no levante popular de 20 de julho de 1810. Fez-se partidário publicamente da independência colombiana, escrevendo Nuestra Revolución e trabalhando como engenheiro militar a serviço das forças patrióticas.
Em 1816 o exército imperial reconquistou o país, capturando Caldas. Por ordem do chefe espanhol foi fuzilado a 28 de outubro de 1816, na pracinha de San Francisco (atual Parque de Santander). Consta a célebre frase de seu algoz, ante aqueles que intercediam por Caldas:
"España no necesita de sabios" (A Espanha não precisa de sábios).
Em agosto de 1819 as tropas espanholas foram derrotadas pelo exército libertador, sob o comando de Simón Bolívar, e a memória de Caldas e da Expedición Botánica foram exaltadas.

## Evolução do hipsómetro
Um ano depois de sua morte William Hyde Wollaston apresentou um hipsômetro melhorado em que o termômetro deixava de estar imerso na água e passava a ficar exposto unicamente ao seu vapor.
Em 1845, Henri Victor Regnault desenvolveu o hipsômetro portátil, de dimensões reduzidas.